# Ahsan Manzil
El Ahsan Manzil (en bengalí: আহসান মঞ্জিল) fue el palacio residencial y sede oficial de la Familia Nawab en Bangladés. Este magnífico edificio está situado en Kumartoli lo largo de las orillas del río Buriganga de Bangladés. La construcción de este palacio se inició en el año 1859 y se terminó en 1869. Se construye en la arquitectura indo-sarracena. Para preservar la cultura y la historia de la zona, el palacio se convirtió en parte del Museo Nacional de Bangladés el 20 de septiembre de 1992.